# Marjan Vasziljovics Sved
Marjan Vasziljovics Sved (ukránul: Мар'ян Васильович Швед; Mikolajiv, 1997. július 16. –) ukrán válogatott labdarúgó, jelenleg a belga KV Mechelen játékosa, kölcsönben a skót Celtic csapatától.

## Pályafutása

### Klubcsapatokban
Sved az ukrán Karpati Lviv akadémiáján nevelkedett, a felnőtt csapatban 2015. március 1-én mutatkozott be egy  Metalurh Doneck elleni bajnoki mérkőzésen. 2015 nyarán a spanyol élvonalbeli Sevilla FC U19-es csapatának a tagja lett. 2017 és 2019 között ismét a Karpati Lviv labdarúgója volt, harmincöt bajnoki mérkőzésen tizennégy gólt szerzett. 2019 óta a skót Celtic játékosa.

### A válogatottban
Többszörös ukrán utánpótlás-válogatott, 2018 óta tagja a felnőtt válogatottnak.

#### Mérkőzései az ukrán válogatottban
| #  | Dátum              | Ellenfél    | Eredmény | Kiírás              | Esemény |
| -- | ------------------ | ----------- | -------- | ------------------- | ------- |
| 1. | 2018. november 20. | Törökország | 0 – 0    | barátságos mérkőzés | 77' 88' |
| 2. | 2019. november 14. | Észtország  | 1 – 0    | barátságos mérkőzés | 66'     |

## Sikerei, díjai
Celtic
- Skót bajnokság: 2019–20